# Лазер със свободни електрони
Лазерът със свободни електрони (ЛСЕ) (на английски: Free Electron Laser, FEL) е вид лазер, в който излъчването се генерира от моноенергетичен сноп електрони в ондулатор – система от периодически редуващи се електрични или магнитни полета. Електроните извършват периодични трептения и излъчват кохерентно електромагнитно лъчение фотони с енергия, която зависи от енергията на електроните и параметрите на ондулатора.
За разлика от газовите, лазерите на багрила или твърдотелните лазери, в които електроните в активната среда се възбуждат в свързано състояние в атомите или молекулите, при FEL активната среда е сноп електрони, преминаващ в условията на вакуум през поредица електрични или магнитни полета, вследствие на което траекторията му придобива вид на синусоида. Вследствие на това електроните губят енергия, която се преобразува в излъчване с дължина на вълната в диапазона на меките рентгенови лъчи. Характерно за този вид лазер е, че постига рекордни пикови мощности.